# Zangelanski rajon
Zangelanski rajon (azerski: Zəngilan rayonu, armenski: Զանգելանի շրջան) je jedan od 66 azerbajdžanskih rajona. Zangelanski rajon se nalazi na jugu Azerbajdžana na granici s Armenijom i Iranom. Središte rajona je Zangelan. Površina Zangelanskog rajona iznosi 710 km². Zangelanski rajon je prema popisu stanovništva iz 2009. imao 39.362 stanovnika, od čega su 19.379 muškarci, a 19.983 žene.
Od Gorskokarabahskog rata nalazi se pod kontrolom Gorskog Karabaha.